# Прохоровка (Черкасская область)
Прохоро́вка (укр. Прохорівка) — село в Черкасском районе Черкасской области Украины. До 17 июля 2020 года входило в состав Каневского района.
Почтовый индекс — 19023. Телефонный код — 4736.
Село располагается на берегу Днепра. Имеет прекрасные пляжи, сеть баз отдыха. Громадный и богатый сосновый лес. Соединение этих факторов, а также относительно небольшая удалённость от столицы Украины — Киева, сделала Прохоровку популярным местом отдыха.

## История
В XIX веке село Прохоровка было волостным центром Прохоровской волости Золотоношского уезда Полтавской губернии. В селе была Ильинская церковь.

## Население
Население по переписи 2001 года составляло 405 человек.

### Языковой состав
Родной язык населения по данным переписи 2001 года:
| Язык       | Численность, чел. | Доля     |
| ---------- | ----------------- | -------- |
| Украинский | 402               | 99,26 %  |
| Другое     | 3                 | 0,74 %   |
| Итого      | 405               | 100,00 % |

## Известные люди
В селе родились:
- Находкин, Николай Григорьевич (1925—2018) — советский и украинский физик, академик НАН Украины.
- Неверовский, Дмитрий Петрович (1771—1813) — русский генерал-лейтенант, участник Наполеоновских войн.
- Завойко, Василий Степанович (1809—1898) — русский адмирал, руководитель обороны Петропавловска-Камчатского во время Крымской войны.
- Скляренко, Семён Дмитриевич (1901—1962) — украинский советский писатель.